# Anthurium salvinii
Anthurium salvinii là một loài thực vật có hoa trong họ Ráy (Araceae). Loài này được Hemsl. miêu tả khoa học đầu tiên năm 1879.